# مهران فاطمی
مهران فاطمی (زادهٔ ۱۳۵۷ در ابرکوه) سیاستمدار ایرانی است که در دولت سیزدهم به‌عنوان استاندار یزد فعالیت می‌کرد. وی هم‌اکنون مشاور عالی و دستیار استاندار اصفهان است.

## زندگی‌نامه
مهران فاطمی در سال ۱۳۵۷ زادهٔ شد. وی دارای مدرک دکتری در رشته آب و هواشناسی (مخاطرات آب و هوایی)، کارشناسی ارشد جغرافیای طبیعی (اقلیم‌شناسی) و کارشناسی مهندسی منابع طبیعی (مرتع و آبخیزداری) از دانشگاه یزد است. وی هم اکنون عضو هیئت علمی دانشگاه میبد است.

## فعالیت سیاسی
از سوابق مدیریتی و اجرایی وی می‌توان به: 
- استاندار استان یزد در دولت سیزدهم
- دستیار و مشاور عالی استاندار اصفهان در دولت چهاردهم
- ریاست حوزه استاندار یزد در دولت دهم
- ریاست سازمان ملی جوانان استان یزد
- مشاور و مدیرکل حوزه استاندار یزد در دولت‌های نهم و دهم
- مدیر راه‌اندازی دفتر نخبگان استان به عنوان نخستین دفتر استانی کشور
- عضو هیئت مدیره بنیاد توسعه تعاون و کارآفرینی
- رئیس شورای هماهنگی تشکل‌های سراسری مردم نهاد یزد
- عضو شورای برنامه‌ریزی و توسعه استان یزد[۳]

## استانداری یزد
مهران فاطمی در روز یکشنبه ۴ مهر ۱۴۰۰ در جلسه هیئت دولت سیزدهم به‌عنوان پانزدهمین استاندار یزد انتخاب شد و از هیئت دولت رأی اعتماد گرفت.